# Backstreet Dogs
Pour les articles homonymes, voir Strays.
Pour plus de détails, voir Fiche technique et Distribution.
Backstreet Dogs ou Vagabonds au Québec (Strays) est un film américain réalisé par Josh Greenbaum et sorti en 2023. Ce film, mêlant prise de vues réelles et animation, met en vedette Will Ferrell, Jamie Foxx, Will Forte, Randall Park et Isla Fisher.

## Synopsis
Un chien abandonné fait équipe avec d'autres chiens errants pour se venger de son ancien propriétaire.

## Fiche technique
Sauf indication contraire, les informations mentionnées dans cette section peuvent être confirmées par la base de données cinématographiques IMDb,  présente dans la section « Liens externes ».
- Titre original : Strays
- Titre français : Backstreet Dogs
- Titre québécois : Vagabonds
- Réalisation : Josh Greenbaum
- Scénario : Dan Perrault
- Musique : Dara Taylor
- Décors : Aaron Osborne
- Costumes : Romy Itzigsohn
- Photographie : Tim Orr
- Montage : David Rennie, Sabrina Plisco et Greg Hayden
- Production : Erik Feig, Josh Greenbaum, Louis Leterrier, Phil Lord, Chris Miller, Dan Perrault et Aditya Sood

Producteurs délégués : Nikki Baida, Shayne Fiske, Douglas C. Merrifield et Jessica Switch
- Sociétés de production : Universal Pictures, Picturestart, Rabbit Hole Productions et Lord Miller Productions
- Société de distribution : Universal Pictures (France, États-Unis)
- Budget : 46 millions de dollars[3]
- Pays de production :  États-Unis
- Langue originale : anglais
- Format : couleur
- Genre : comédie
- Durée : 93 minutes
- Dates de sortie[4] :
  - États-Unis : 18 août 2023
- Classification[5] :
  - États-Unis : R (interdit aux moins de 17 ans non accompagnée)

## Distribution
- Will Ferrell (VF : Olivier Chauvel ; VQ : Marc St-Martin) : Reggie (voix)
- Jamie Foxx (VQ : Fayolle Jean Jr.) : Bug (voix)
- Isla Fisher (VF : Barbara Tissier ; VQ : Véronique Marchand) : Maggie (voix)
- Randall Park (VF : Stéphane Fourreau ; VQ : François-Simon Poirier) : Hunter (voix)
- Will Forte (VF : Laurent Morteau ; VQ : François Trudel) : Doug
- Brett Gelman (VF : Gilles Morvan) : Willy
- Rob Riggle (VF : Franck Sportis ; VQ : Gabriel Sabourin) : Rolf (voix)
- Josh Gad (VF : Bertrand Liebert) : Gus (voix)
- Sofía Vergara (VF : Emmanuelle Bodin) : Dolores (voix)
- Jamie Demetriou : Chester (voix)
- Greta Lee (VF : Faustine Legrand) : Bella (voix)
- Jimmy Tatro : Finn (voix)
- Harvey Guillén (VF : Glen Hervé) : Shitstain (voix)
- Phil Morris (VF : Franck Capillery) : Bubsy (voix)
- Dennis Quaid

 Source et légende : version française (VF) sur RS Doublage

## Production

### Genèse et développement
En août 2019, Phil Lord et Chris Miller signent un accord avec Universal Pictures. En mai 2021, Universal a acquis les droits de Strays, une comédie pour adultes écrite par Dan Perrault, avec Lord et Miller comme producteurs aux côtés d'Erik Feig et Louis Leterrier. Le film est une coproduction entre Picturestart et Rabbit Hole Productions.

### Attribution des rôles
En décembre 2021, Will Ferrell, Jamie Foxx et Will Forte ont été ajoutés au casting. En mars 2022, Randall Park et Isla Fisher ont été ajoutés au casting,.

### Tournage
Le tournage débute en septembre 2021 à Atlanta, en Géorgie,.

## Sortie et accueil

### Dates de sortie
La sortie américaine Strays était initialemnt prévue pour le 9 juin 2023. Cependant, il est finalement repoussé de deux mois au 18 août 2023 en raison de la grève des scénaristes[réf. nécessaire].
En France, le film devrait initialement sortir le 14 juin 2023. Néanmoins, il est finalement repoussé de deux mois le 23 août 2023[réf. nécessaire], puis au 29 novembre 2023 avant d'être repoussé à une date indéterminée.

### Critique
Sur le site d'agrégation de critiques Rotten Tomatoes, le film obtient 53% d'avis favorables, pour 172 critiques et une note moyenne de 5,4⁄10. Le consensus suivant résumé les avis collectés : « Grossièrement efficace et effectivement brut, Strays est plus amusant qu'hilarant, mais l'humour dispersé de cette comédie est en partie compensé par son cœur étonnamment grand. » Sur le site Metacritic, qui utilise une moyenne pondérée, le film obtient la note de 54⁄100 pour 45 critiques.